# Свидер-Пельтц, Нэнси (старшая)
Нэнси Луис Свидер-Пельтц (урождённая англ. Nancy Louise Swider-Peltz; 20 августа 1956, Парк-Ридж, Иллинойс, США) — американская конькобежка. Участница зимних Олимпийских игр 1976, 1980, 1984 и 1988 года, 7-кратная призёр чемпионата США.

## Биография
Нэнси Свидер родилась в западном пригороде Чикаго, где и встала на коньки в возрасте 6-ти лет. В возрасте 12 лет её знакомый пригласил Нэнси покататься на коньках в небольшой клуб в Парк-Ридже. Она использовала поношенные чёрные коньки своего брата, когда все остальные девочки носили фигурные коньки,  а в 13 лет она стала профессионально заниматься шорт-треком и конькобежным спортом в клубе "Park Ridge". Во время учёбы в колледже пригорода Уитон, в 16 и 17 лет выиграла национальные соревнования по шорт-треку, в 18 лет национальные соревнования по конькобежному спорту.
С 1974 года она участвовала на чемпионатах США по конькобежному спорту в спринте, а в декабре 1975 года 19-летняя Нэнси участвовала на олимпийском отборе и прошла квалификацию на дистанции 3000 м. В феврале 1976 года на зимних Олимпийских играх в Инсбруке заняла 7-е место. Через несколько дней на чемпионате мира в классическом многоборье заняла 11-е место. В марте на чемпионате мира в спринтерском многоборье Нэнси поднялась на 5-е место. В том же году она установила свой первый мировой рекорд на дистанции 3000 м. На чемпионате мира в классическом многоборье в 1977-м и на чемпионате мира в 1978-м заняла соответственно 21-е и 11-е места.
В 1978 году Свидер стала 3-е на чемпионате США в спринтерском и классическом многоборье. В 1980 году она установила свой второй мировой рекорд на дистанции 10 000 м и вошла в состав своей второй олимпийской сборной в качестве дублерши. Она участвовала в феврале 1980 года на чемпионате мира в классическом многоборье заняла 23-е место. Следующие два года Нэнси пропустила и вернулась в колледж, чтобы закончить образование. В сезоне 1982/83 вернулась и сразу стала 2-й в многоборье на чемпионате США, а на чемпионате мира в классическом многоборье заняла 20-е место.
В 1984 году после 16-го места на чемпионате мира в классическом многоборье Нэнси участвовала на зимних Олимпийских играх в Сараево, где финишировала 10-й в забеге на 3000 м и 18-й на 1500 м. В 1985 году она вышла замуж за Джеффа Пельтца, который стал активным членом её команды поддержки. Он 
руководил почтовым отделением Уитонского колледжа и тренировал футболистов, а Нэнси сотрудничала с Ассоциацией конькобежцев США в качестве тренера юниоров. Нэнси провела 1986 год в беременности и в январе 1987 года родила дочь. Уже в ноябре она вернулась к тренировкам и успешно прошла отбор на олимпиаду на дистанциях 1000 м и 5000 м. На зимних Олимпийских играх в Сараево заняла 24-е место в забеге на 1000 м и 22-е на 5000 м.
После игр она ушла в декретный отпуск и в третий раз вернулась к соревнованиям в 1992 году. Она вновь пыталась пройти отбор на олимпиаду, но в забеге на 5000 м заняла 3-е место, и не смогла квалифицироваться. Продолжая тренировать спортсменов сборной, она в 1998 году проходила олимпийскую квалификацию, но неудачно. Через четыре года, в возрасте 45-ти лет, вновь пыталась отобраться вместе со своей 14-летней дочкой Нэнси младшей, но не прошли отбор. В том же году она установила четыре личных рекорда и в настоящее время владеет пятью мировыми рекордами в разных возрастных группах. С 1985 года является главным тренером Клуба конькобежцев "Park Ridge".

## Личная жизнь и семья
Нэнси Свидер в 1985 году она вышла замуж за Джеффа Пельтца. В 1987 году у них родилась Нэнси, а позже сын Джеффри. В настоящее время тренер для начинающих в конькобежном клубе "Park Ridge" вместе с сыном и дочкой. Вся семья, в том числе и Нэнси являются набожными христианами.

## Награды
- включена в Национальный зал славы конькобежного спорта.[8]